# オイラーの定理 (平面幾何学)
三角形におけるオイラーの定理（オイラーのていり）とは、三角形の内接円と外接円の半径と内心と外心の距離の関係を表した定理である。
レオンハルト・オイラーは、1765年にこの関係について述べているが、ウィリアム・チャップルは同じ関係式を1745年に発表している。このため、Chappleの定理・Chapple-オイラーの定理などとも呼ばれる。

## 定理
三角形の外接円の半径を R 、内接円の半径を r 、内心と外心の距離を d としたとき、以下の式が成り立つ。
{\displaystyle d^{2}=R(R-2r)}
この式を変形すると R ≧ 2r が成り立つ。これはオイラーの不等式と呼ばれる。また、この式の両辺を 2 で割ることにより、九点円の半径が内接円の半径より大きいことが分かる。
3辺の長さを a, b, c、面積を S として、オイラーはこの式を以下の形で提示している。
{\displaystyle d^{2}={\frac {a^{2}b^{2}c^{2}}{16S^{2}}}-{\frac {abc}{a+b+c}}}
逆に、2円の半径が上記の関係を満たしている場合、2つの円を外接円と内接円とする三角形は無限に存在する。これはポンスレの閉形定理の最も簡単な例である。

## 証明
以下の証明は右の図に書かれているものである。

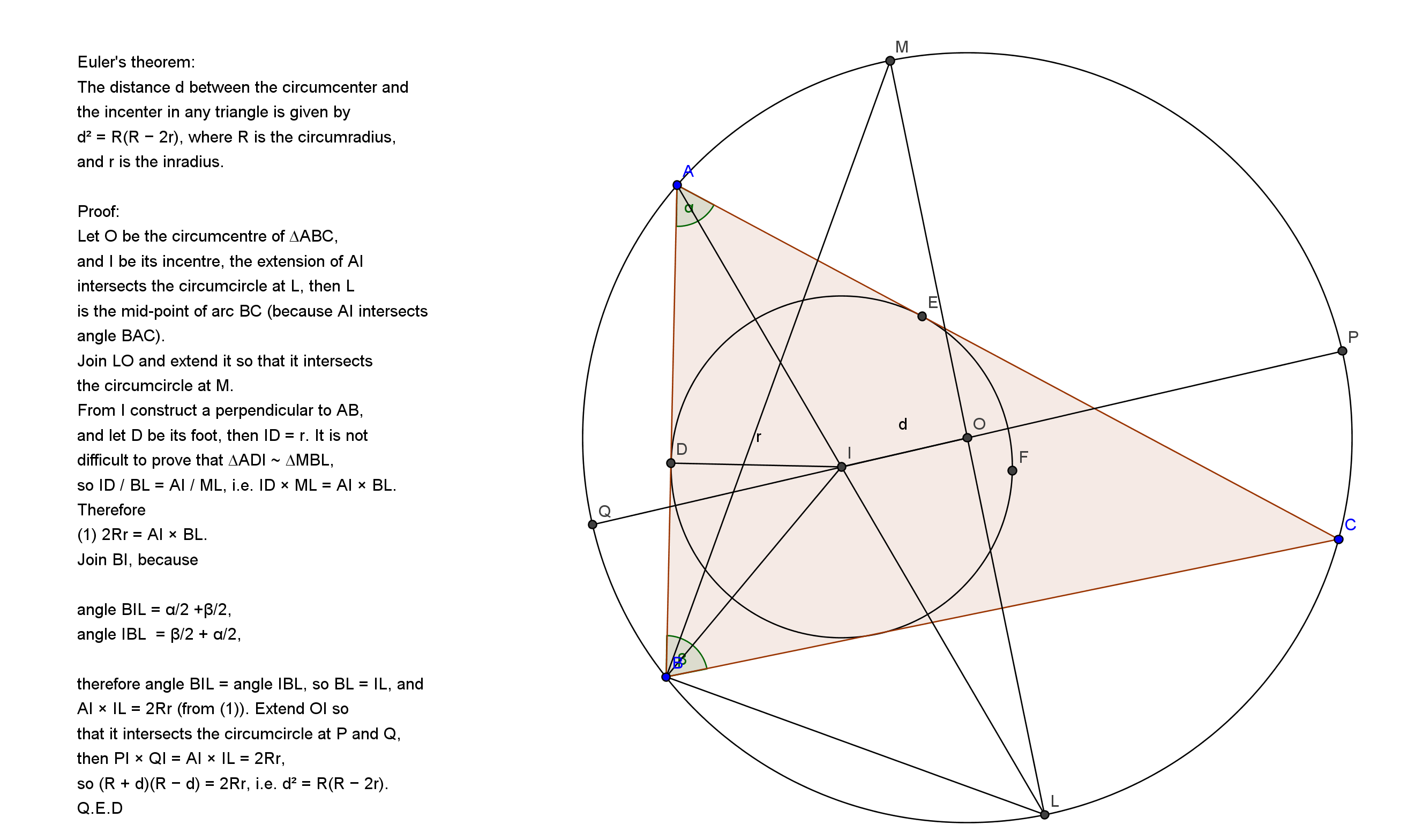
オイラーの定理の証明

ABC は三角形の頂点、O, I は三角形の外心と内心とする。R ,r ,d は前節と同じ、α=∠CAB, β=∠ABC と定義する。
AI が外接円と交わる（A以外の）点を L とし、LOが外接円と交わる点を M とする。
I から AB に下ろした垂線の足を D とすると、ID = r 。
LM は外接円の直径なので∠MBL は直角。よって∠ADI=∠MBL。円周角なので ∠BAL=∠BML。よって△ADI∽△MBL がいえる。よって AI×BL = ID×ML = 2R r 。
BI を結ぶと、∠BIL = ∠IAB + ∠ABI = α/2 + β/2, ∠IBL = ∠IBC + ∠CBL = β/2 + α/2。よって∠BIL = ∠IBL がいえるので△LBI は二等辺三角形であり、LB = LI。よって AI×IL = 2R r 。
OI の延長線が外接円と交わる点を P, Q とする。PI×IQ = (R -d )(R +d ) である。方べきの定理より AI×IL = PI×IQ である。
2R r = (R -d )(R +d ) なので、これを整理すれば求める式が得られる。

## 傍心
傍接円の半径を rA 、その中心と外心の距離を dA とすると、以下の式が成り立つ。
{\displaystyle d_{\mathrm {A} }^{2}=R(R+2r_{\mathrm {A} })}
証明は内心の場合とほぼ同様である。

## n次元
n次元のn次元単体にそれぞれ内接、外接するn-1次元超球の半径{\displaystyle r,R}について、以下の式が成り立つ。
{\displaystyle R\geq nr}
これはオイラーの不等式の一般化である。

## 関連
- イーガン予想
- ファスの定理
- 三角形に関する不等式の一覧